# Юдиттен-кирха
Свято-Никольский храм (ранее — кирха Юдиттен (нем. Kirche von Juditten )) — бывшая орденская католическая (а затем — евангелическая) приходская церковь Девы Марии в районе Юдиттен (Кёнигсберг). Самая древняя постройка из сохранившихся в Калининграде. Памятник архитектуры раннегерманской готики XIII—XIV веков. Здание кирхи относится к объектам исторического и культурного наследия федерального значения. Адрес: г. Калининград, Тенистая аллея, д. 39б.
В настоящее время — действующее подворье женского монастыря в честь иконы Божией Матери «Державная» (пос. Изобильное, Калининградской обл.) Черняховской епархии Калининградской митрополии Русской Православной Церкви.

## История

### Происхождение названия церкви
Относительно происхождения слова «Юдиттен» существует несколько версий. Наиболее достоверной представляется «поселение племени юд». Другая версия говорит о том, что название произошло от имени прусса Юдетуса (или Юдо), которому в 1288 году ландмейстер Майнхард фон Кверфурт пожаловал земли в этом районе. Также есть мнение, что церковь носит имя святой Ютты (Юдитты) Ботишер, умершей в 1260 году в одном из монастырей Прибалтики.

### Основание церкви
Время постройки каменной кирхи Юдиттен точно не установлено. Принято считать датой основания 1288 год (однако в некоторых источниках упоминаются и более поздние даты).
Кирха построена Тевтонским Орденом.
Главный неф кирхи выполнен из необработанных валунов. Его западная стена возведена из большемерного кирпича с готической перевязкой. Пятистенный хор — из валунов и кирпичей, последними выложены углы постройки и оконные ниши. К концу XIV века она уже была известным местом паломничества рыцарей.

### До 1945 года
В конце XIV века была выстроена звонница с двумя колоколами. Тогда же художник Петер создал фрески на хорах и триумфальной арке. Яркими, сочными красками изображены Иисус Христос, Пресвятая Богородица и картина «Страшный суд». На куполе в золотом обрамлении сияла надпись: «Да станет лжецом тот, который сделал мастеру зло». На стенах оформлены гербы гроссмейстеров Тевтонского ордена. В их числе герб Великого магистра Ульриха фон Юнгингена, погибшего в 1410 году на Грюнвальдском поле. Внутри находилась скульптура «Мадонна на полумесяце» — одна из древнейших скульптур в Пруссии. Она считалась шедевром пластики XV века. Ей приписывали всяческие чудеса и исцеления, и это веками приводило сюда толпы паломников. Позже уникальность кирхи привлекла в Юдиттен и туристов. Всё это и послужило причиной того, что поблизости стали селиться люди, и к началу XX века посёлок получил все права городского предместья.
Во время ремонта кирхи в 1577 году на башне был установлен флюгер. Новый алтарь 1672 года был выполнен из коричневого дерева с элементами живописи и во многих местах позолочен. Кафедра 1686 года с деревянной резьбой и портретами евангелистов располагалась с правой стороны стрельчатой арки.
В 1819-1820 годах, при следующей реконструкции кирхи, построен поперечный притвор с цилиндрическим сводом между нефом и башней. Перестроены западный щипец, северная паперть и ризница. В конце XIX века верх колокольни был выстроен заново. Главный неф имел своды из пяти пролётов треугольных рёбер, доходящих до тяжело нависающей стрельчатой арки, за которой располагался хор, имеющий звёздчатый свод. У северного угла главного нефа — небольшой вход, ведущий к лестнице.
В 1840 г. в кирхе был построен орган.
На территории кладбища рядом с кирхой в 1743 году похоронен фельдмаршал Эрхард фон Рёдер (1665—1743), комендант Кёнигсберга, в 1768 году здесь был погребён фельдмаршал Левальд, командующий прусскими войсками в сражении при Гросс-Егерсдорфе. В 1943 году — известный кёнигсбергский скульптор Станислав Кауэр. Помимо этого в кирхе крестился видный деятель немецкого Просвещения Иоганн Готтшед.

### После 1945 года

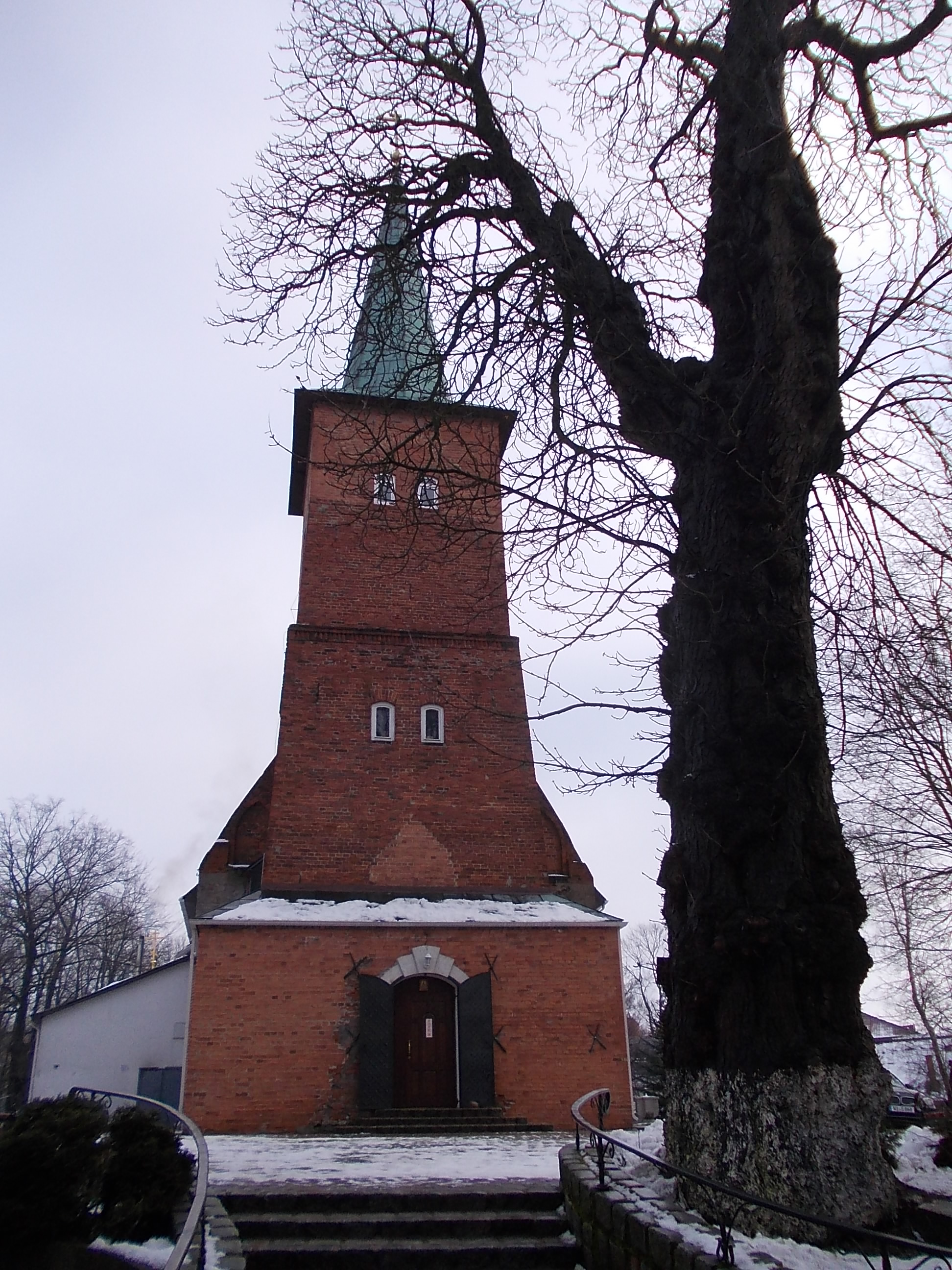
Башня звонницы Свято-Никольского храма

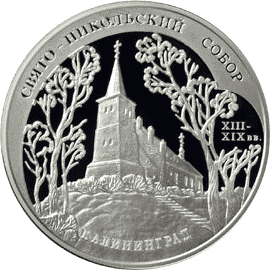
Свято-Никольский собор в Калининграде. Монета Банка России — Серия: «Памятники архитектуры России», 3 рубля, серебро, 2005 год

Кирха практически не была повреждена во время штурма Кёнигсберга в апреле 1945 года и, как утверждают очевидцы, оставшиеся в городе до 1948 года немецкие жители проводили в ней службы. Сразу после выселения немцев кирха подверглась разрушению переселенцами из СССР. Вскоре рухнула крыша главного нефа, а к концу 1950-х годов разрушили крышу хора и перехода из башни в неф. К началу 1960-х годов были разрушена крыша и верхняя часть башни. В 1970-е годы начали рушиться стены.

В 1985 году было принято решение о регистрации православной общины в Калининграде. 
Из протокола заседания Совета по делам религий при Совете Министров СССР от 23 апреля 1985 года: 
«... Постановили:

принять предложение Калининградского облисполкома о регистрации православного религиозного общества в г.Калининграде».
Первым священником был назначен Анатолий Колосов. Одним из первых обращений зарегистрированной общины к городским властям была просьба передать ей кирху Юдиттен для её восстановления в качестве православного храма. Вопрос был решён положительно только в сентябре 1985 года, к визиту архиепископа Смоленского и Вяземского Кирилла.  Уже 6 октября 1985 года церковь была освящена, но восстановительные работы продолжались до 1990 года. В 1988 году, в дни празднования 1000-летия Крещения Руси, здесь прошла первая служба. В 1999 году на основе Никольского прихода был учрежден епархиальный женский монастырь — первый православный монастырь на территории Калининградской области, который в 2009 году был объединен с женским монастырём в честь иконы Божией Матери «Державная» (пос. Изобильное, Калининградской обл.) и преобразован в Свято-Никольское подворье этого монастыря.
В настоящее время Свято-Никольский храм является знаковым местом православной истории края и одним из самых посещаемых приходов города. На прихрамовой территории находятся братское захоронение советских воинов времен 1945 года и частично сохраненные мемориальные плиты более древних немецких захоронений. На подворье женского монастыря проживает около двадцати насельниц во главе с настоятельницей (игуменией). Действует воскресная школа для детей и взрослых, библиотека, благотворительная трапезная, кузница, швейная и столярная мастерские, ритуальные услуги.